# Пасторія (Вірджинія)
Пасторія (англ. Pastoria) — переписна місцевість (CDP) в США, в окрузі Аккомак штату Вірджинія. Населення — 627 осіб (2020).

## Географія
Пасторія розташована за координатами 37°44′41″ пн. ш. 75°38′9″ зх. д. / 37.74472° пн. ш. 75.63583° зх. д. (37.744783, -75.635771).  За даними Бюро перепису населення США в 2010 році переписна місцевість мала площу 5,75 км², з яких 5,72 км² — суходіл та 0,03 км² — водойми.

## Демографія
Згідно з переписом 2010 року, у переписній місцевості мешкало 649 осіб у 257 домогосподарствах у складі 173 родин. Густота населення становила 113 особи/км².  Було 295 помешкань (51/км²).
Расовий склад населення:
| - 53,0 % — чорних або афроамериканців - 35,4 % — білих - 0,9 % — корінних американців - 0,6 % — азіатів - 0,2 % — вихідців з тихоокеанських островів - 9,2 % — осіб інших рас |

До двох чи більше рас належало 0,6 %. Частка іспаномовних становила 14,6 % від усіх жителів.
За віковим діапазоном населення розподілялося таким чином: 25,3 % — особи молодші 18 років, 58,7 % — особи у віці 18—64 років, 16,0 % — особи у віці 65 років та старші. Медіана віку мешканця становила 36,0 року. На 100 осіб жіночої статі у переписній місцевості припадало 84,9 чоловіків;  на 100 жінок у віці від 18 років та старших — 75,1 чоловіків також старших 18 років.
Середній дохід на одне домашнє господарство  становив 37 481 долар США (медіана — 33 000), а середній дохід на одну сім'ю — 38 440 доларів (медіана — 42 923). Медіана доходів становила 21 871 долар для чоловіків та 21 157 доларів для жінок. За межею бідності перебувало 15,6 % осіб, у тому числі 27,6 % дітей у віці до 18 років та 7,4 % осіб у віці 65 років та старших.
Цивільне працевлаштоване населення становило 374 особи. Основні галузі зайнятості: виробництво — 37,2 %, науковці, спеціалісти, менеджери — 29,1 %, оптова торгівля — 18,2 %.